# Palais Michna
Le palais Michna (Michnův palác), du nom des Michna de Vacinov qui l'ont construit, est aussi appelé maison Tyrš (Tyršův dům) du nom de Miroslav Tyrš, fondateur du mouvement gymnique tchèque, le Sokol, dont c'est le quartier général. Il est sis rue Újezd dans le quartier de Malá Strana, le Petit-Côté de Prague. Il sert, outre de siège pour le Sokol, à la faculté des sports de l'université Charles de Prague et de musée de l'Éducation physique et des sports.
C'est un ensemble de bâtiments un peu disparate et, somme toute, inachevé. La partie la plus ancienne, celle qui donne sur la rue, est construite, en 1580, par Ottavio Avostalis pour les Kinský en tant que résidence estivale. On peut voir des restes de sgraffite sur la façade qui suit les canons de l'architecture de la Renaissance sobre à cette époque en Bohême.
Située à l'est, entre la rue et la Vltava (ou, plus précisément le bras mort de la Vltava qui ceint l'île Kampa), l'aile baroque du palais, construite entre 1630 et 1645, est l'œuvre de Francesco Caratti. Cet édifice massif rassemble une foule de détails architectoniques d'inspiration italienne : pilastres toscans au rez-de-chaussée, corinthiens à l'étage, alternance de frontons brisés et classiques, frise dorique à métopes et triglyphes, fenêtres grillagées, niches, oculus, balcon à loggia.
Le tout est traité un peu lourdement et donne sur ce qui a été de grand jardin et qui alterne aujourd'hui entre un parking et les terrains de sport du Sokol.
Cet ensemble de bâtiments a subi, en 1921, une restauration-reconversion pour l'adapter à ses besoins modernes, œuvre de Frantisek Krásný. Depuis son rachat au début du XXe siècle, le palais Michna sert de siège pour le mouvement gymnique du Sokol, à la faculté des sports de l'université Charles de Prague et de musée de l'Éducation physique et des sports.

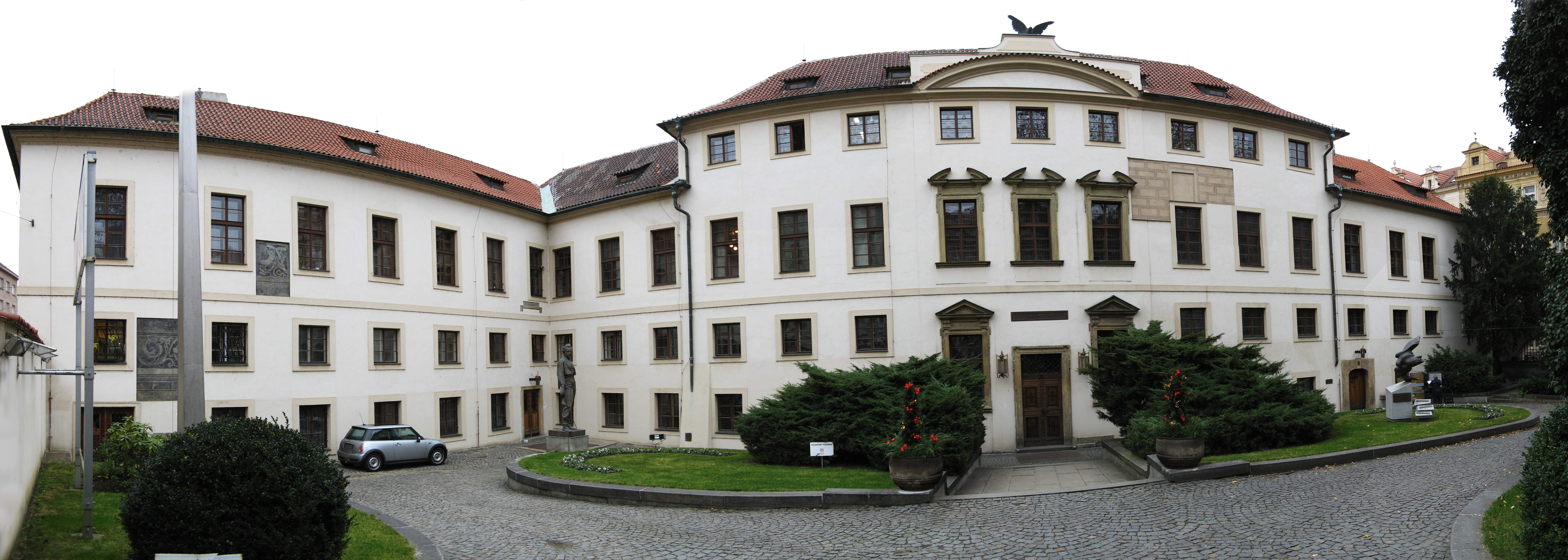
partie Renaissance
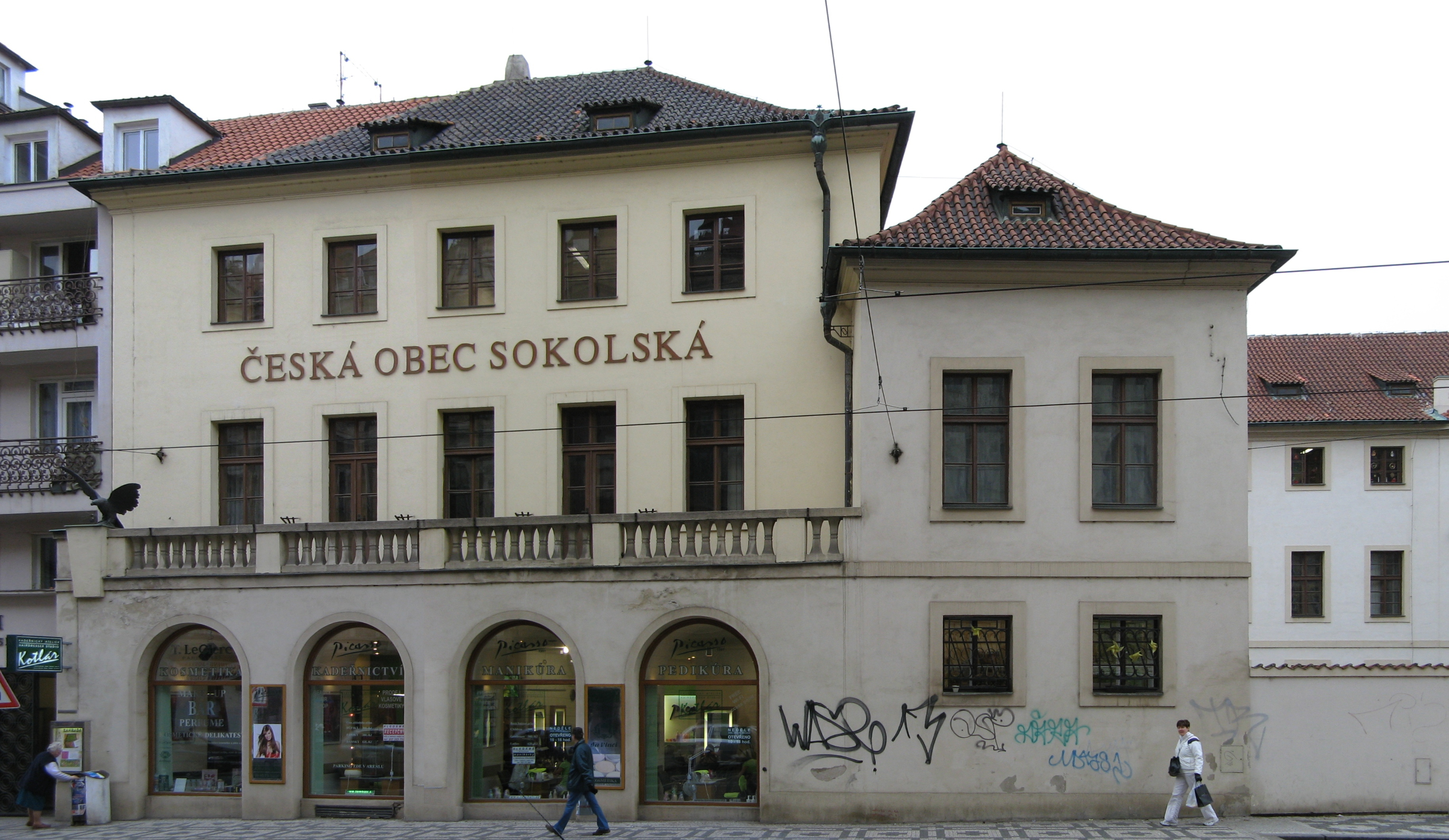
Entrée du siège du Sokol
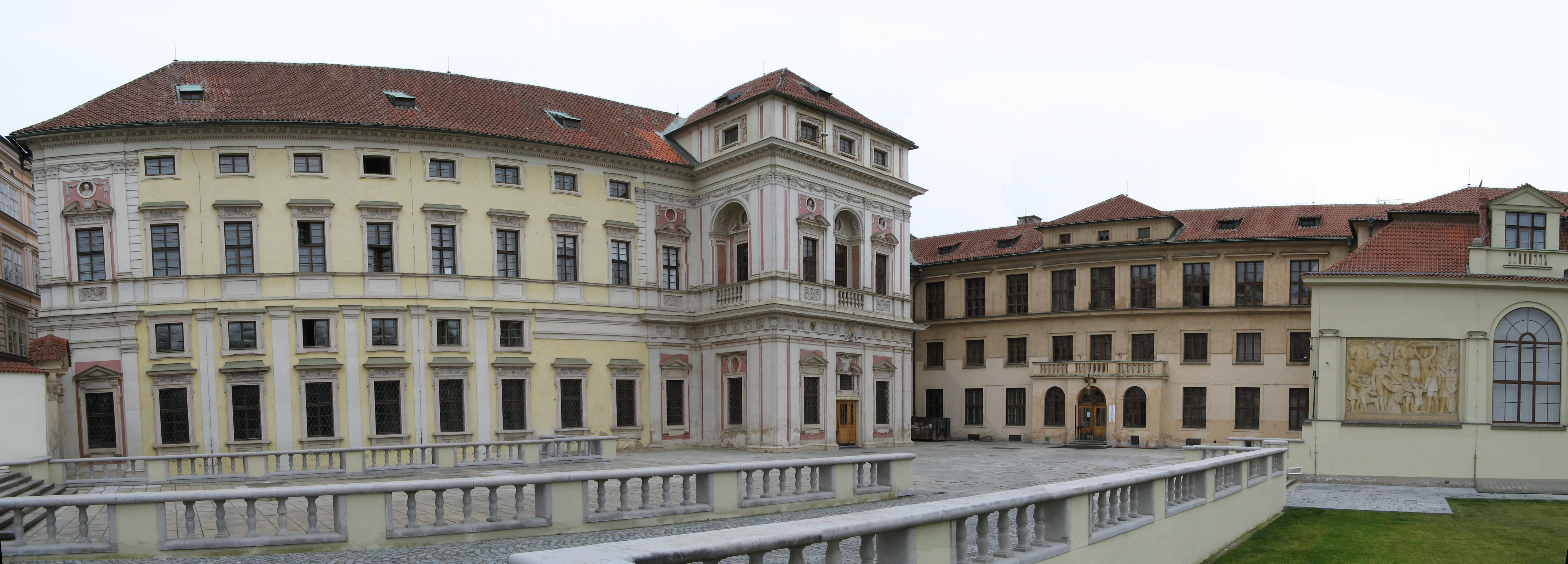
Façade est
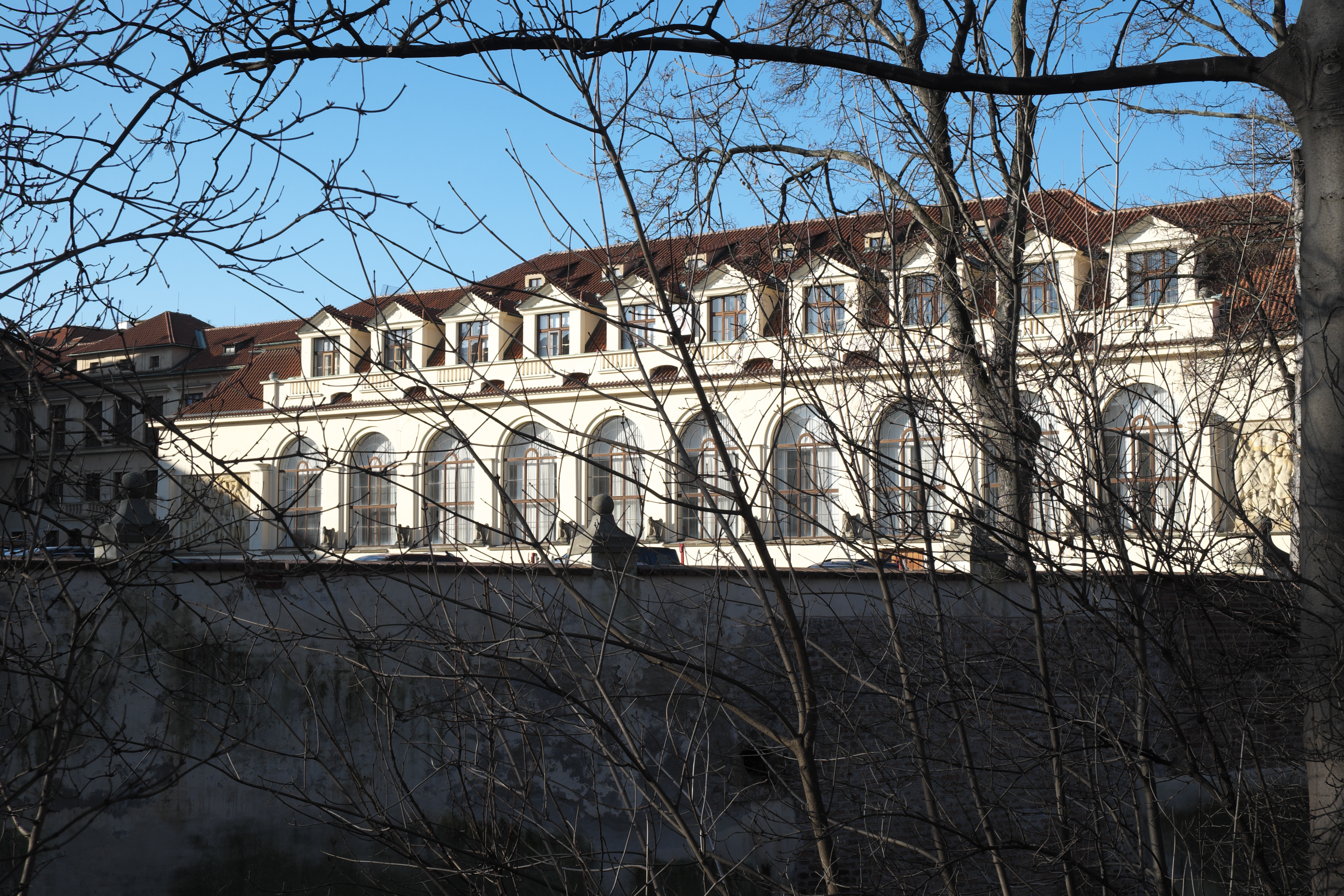
aile moderne
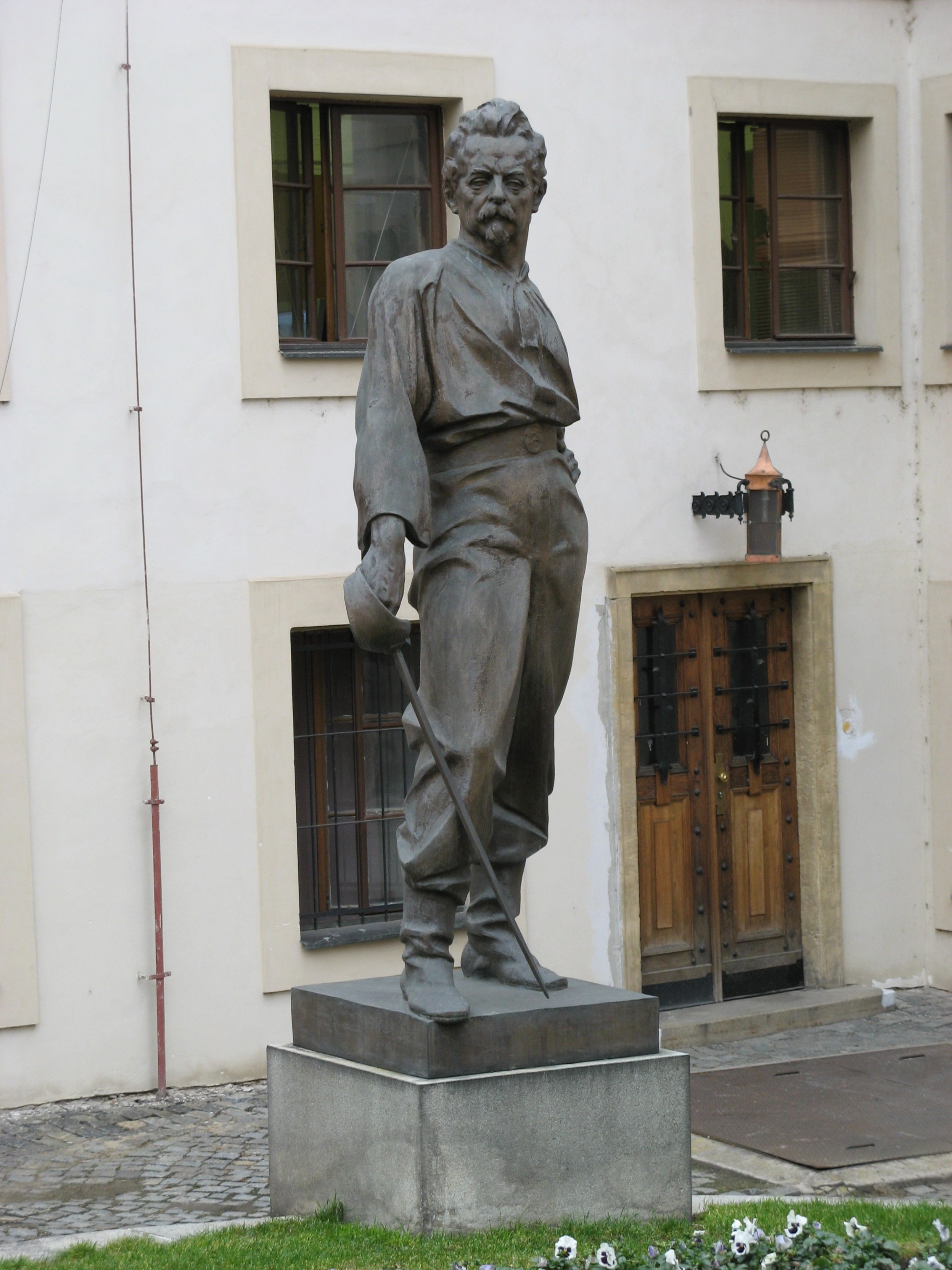
Statue de Miroslav Tyrš par Ladislav Šaloun